# ジャコビー・シャディックス
ジャコビー・ダコタ・シャディックス（1976年7月28日-）はアメリカ合衆国のソングライターで、パパ・ローチのボーカル。

## 来歴
両親はヒッピーで、ジャコビーが幼少期には一時ホームレスだったが、他人の洗濯場に移り住む。父親はベトナム戦争の退役軍人で、帰国後木こりをしていた時期には一家はティピーで暮らし、入浴は川で、トイレは地面に掘った穴で済ますような生活を送ったが、母親が離婚して再婚したため、一般的な生活に戻った。母にも義父にも愛されて育ったが、実父とは問題があり、夜尿症に悩んだ。ロックを知り、十代半ばでミュージシャンを目指す。